# Rutovu
Rutovu est une ville de la commune de Rutovu, dans la province de Bururi, au sud-ouest du Burundi, elle se trouve au frontière du commune BURAZA de la province GITEGA; Elle se trouve à 37,1 kilomètres de route au nord-est de Bururi. 
Rutovu est très visitée grâce à la source du fleuve Nil . C'est la source la plus méridionale du fleuve Nil, découverte en 1934 par Dr Bourkart WALDEKER explorateur Allemand, après avoir traversé à pied 6700km depuis l'Egypte et cela pendant 4 ans. En vue d'immortaliser son passage à Rutovu, Dr Bourkart WALDEKER y érigea une pyramide qui se trouve à muhweza  .
Les eaux de la commune de Rutovu font partie du basin du Nil. 

## Peuple
Les trois premiers présidents du Burundi sont nés à Rutovu :
- Michel Micombero (1940-1983).
- Jean-Baptiste Bagaza (1946-2016).
- Pierre Buyoya (1949-2020).

## Tourisme
Rutovu reçoit du tourisme en raison de la proximité du mont Kikizi, connu comme la source du fleuve Nil blanc dans l'Afrique des Grands Lacs.